# The Star-Spangled Banner
The Star-Spangled Banner este imnul național al Statelor Unite ale Americii. Versurile au fost scrise în 1814 de Francis Scott Key, un poet amator sub forma unei poezii numite "Defense of Fort McHenry", și a fost pus pe melodia unui cântec foarte popular britanic, denumit "The Anacreontic Song". A fost recunoscut oficial de Marina Americană în 1889, de președinte în (1916), și printr-un act oficial de către Congresul S.U.A. la 3 martie 1931. 
A cincea strofa a fost adăugată cu prilejul Războiului Civil, la 1861, de Oliver Wendell Holmes, Tatăl.
Imnul (primele 4 strofe) a fost tradus ca Steagul împestrițat cu stele de Cristian Petru Bălan și apare în Enciclopedia imnurilor de stat ale țărilor lumii.
| Originalul englezesc | Traducerea românească a lui Bălan |
| --- | --- |
| 1. Oh, say can you see By the dawn's early light What so proudly we hailed At the twilight's last gleaming Whose broad stripes and bright stars Through the perilous fight O'er the ramparts we watched Were so gallantly streaming? And the rockets' red glare The bombs bursting in air Gave proof through the night That our flag was still there. Oh, say does that star-spangled banner yet wave! O'er the land of the free And the home of the brave? | 1. O, spune, poți tu zări În lumina timpurie a zorilor, Ceea ce cu atâta mândrie salutăm noi În ultima licărire a crepusculului Ale cărui largi dungi și stele briliante, În timpul periculoasei lupte, Le vedeam deasupra meterezelor, Atât de elegant fluturând? Și strălucirea roșie a rachetelor, Bombele explodând în aer, Probând, de-a lungul nopții, Că steagul nostru era încă acolo. O, spune, drapelul cu dungi și stele Tot mai flutură oare Peste pământul celor liberi Și peste casa celor viteji?            |
| 2. On the shore dimly seen Thru the mist of the deep Where the foe's haughty host In dread silence reposes What is that which the breeze O'er the towering steep As it fitfully blows Half conceals, half discloses? Now it catches the gleam Of the morning's first beam In full glory reflected Now shines in the stream. This the star-spangled banner O long may it wave O'er the land of the free And the home of the brave!                           | 2. Prin pâcla mării, El abia se vedea pe țărm, Unde arogantul amfitrion al inamicului Se odihnea în temută liniște. Ce este oare acel obiect pe care briza În timp ce suflă intermitent deasupra înaltului abrupt, Aci abia-l ascunde, aci abia-l expune? Acum el prinde strălucirea Primelor scânteieri ale dimineții, Reflectând în acest moment pe deplin glorios sclipirile apei: Da, acesta este steagul împestrițat cu stele. O, fie ca el să fluture în veci peste pământul celor liberi Și peste casa celor viteji! |
| 3. And where is that band Who so vauntingly swore That the havoc of war And the battle's confusion A home and a country Should leave us no more? Their blood has washed out Their foul footsteps' pollution. No refuge could save The hireling and slave From the terror of flight Or the gloom of the grave: And the star-spangled banner In triumph doth wave O'er the land of the free And the home of the brave!                                        | 3. Și unde se află acea bandă de inamici Care cu atâta lăudăroșenie jurau Ca în dezastrul războiului Și în confuzia luptei Nici o casă și nici o țară Să nu mai fie cruțate? Sângele lor a spălat De contaminare urmele nebune Ale pașilor lăsați de ei. Nici un refugiu nu poate salva Pe mercenari și pe sclavi De teroarea luptei sau de tristețea mormântului; Însă drapelul înstelat Flutură triumfător Peste pământul celor liberi Și peste casa celor viteji!                                                        |
| 4. Oh! thus be it ever When freemen shall stand Between their loved homes And the war's desolation! Blest with vict'ry and peace May the Heav'n-rescued land Praise the Power that hath made And preserved us a nation. Then conquer we must When our cause it is just And this be our motto: "In God is our trust." And the star-spangled banner In triumph shall wave O'er the land of the free And the home of the brave!                                | 4. O, întotdeauna să fie așa, Când oamenii liberi se ridică împărțindu-se Între casele lor iubite Și dezolările războiului! Fie binecuvântat cu victorie și pace, Pământul răscumpărat de cer; Lăudat fie Atotputernicul care ne-a creat Și ne-a conservat ca națiune. Așadar, trebuie să cucerim, Dar numai când cauza este justă, Și atunci deviza noastră va fi: "Noi credem în Dumnezeu!" Iar drapelul împestrițat cu stele Va triumfa fluturând Peste pământul celor liberi Și peste casa celor viteji!                |
| When our land is illumined with Liberty's smile, If a foe from within strike a blow at her glory, Down, down with the traitor that dares to defile The flag of her stars and the page of her story! By the millions unchained, who our birthright have gained, We will keep her bright blazon forever unstained! And the Star-Spangled Banner in triumph shall wave While the land of the free is the home of the brave.                                    | Când pământul nostru e iluminat de zâmbetul Libertății, Dacă vreun dușman de lângă noi lovește în slava ei, La moarte cu trădătorul care îndrăznește să mânjească Steagul ei înstelat și pagina poveștii ei ! În numele milioanelor slobozite, care și-au dobândit dreptul moștenit de toți, Vom păstra veșnic curat blazonul ei strălucitor ! Și Drapelul Împestrițat cu Stele va triumfa fluturând Cât timp tărâmul celor slobozi e căminul celor viteji.                                                                 |